# Купфермюле
Купфермюле — деревня, расположенная к северу от Фленсбурга в Шлезвиг-Гольштейне, Германия. Он расположен недалеко от Фленсбургского фьорда, к югу от самой восточной части датско-германской границы.

## История
Купфермюле принадлежал приходу Bov Parish до установления нынешней границы, когда остальная часть прихода стала датской после Шлезвигского плебисцита 1920 года. Теперь деревня принадлежит Харрисле.
Купфермюле был родиной первой фабрики в Шлезвиге, что и послужило причиной названия поселка. Медный завод был основан королем Дании Кристианом IV в 1612 году и производил готовую медную продукцию, а позже и изделия из латуни. Среди его продуктов были трубы и листовая медь для медных крыш, а также посуда, такая как ведра, горшки, чайники и подсвечники. Производство меди расцвело в 1914 году, когда на заводе работало более 200 рабочих. Он обанкротился в 1962 году.
Сохранились как фабричные здания XVII века, так и жилые дома рабочих. Последние известны по-датски как Nyboder. и имеют большое сходство с современными зданиями Кристиана в копенгагенском районе Nyboder. В настоящее время в деревне находится музей, в котором представлено большое количество медных и латунных изделий, производимых мельницей.
Многие жители Купфермюле принадлежат к датскому меньшинству Южного Шлезвига. Датская школа Kobbermølle Skole находится в соседней деревне Вассерслебен.